# Naszád

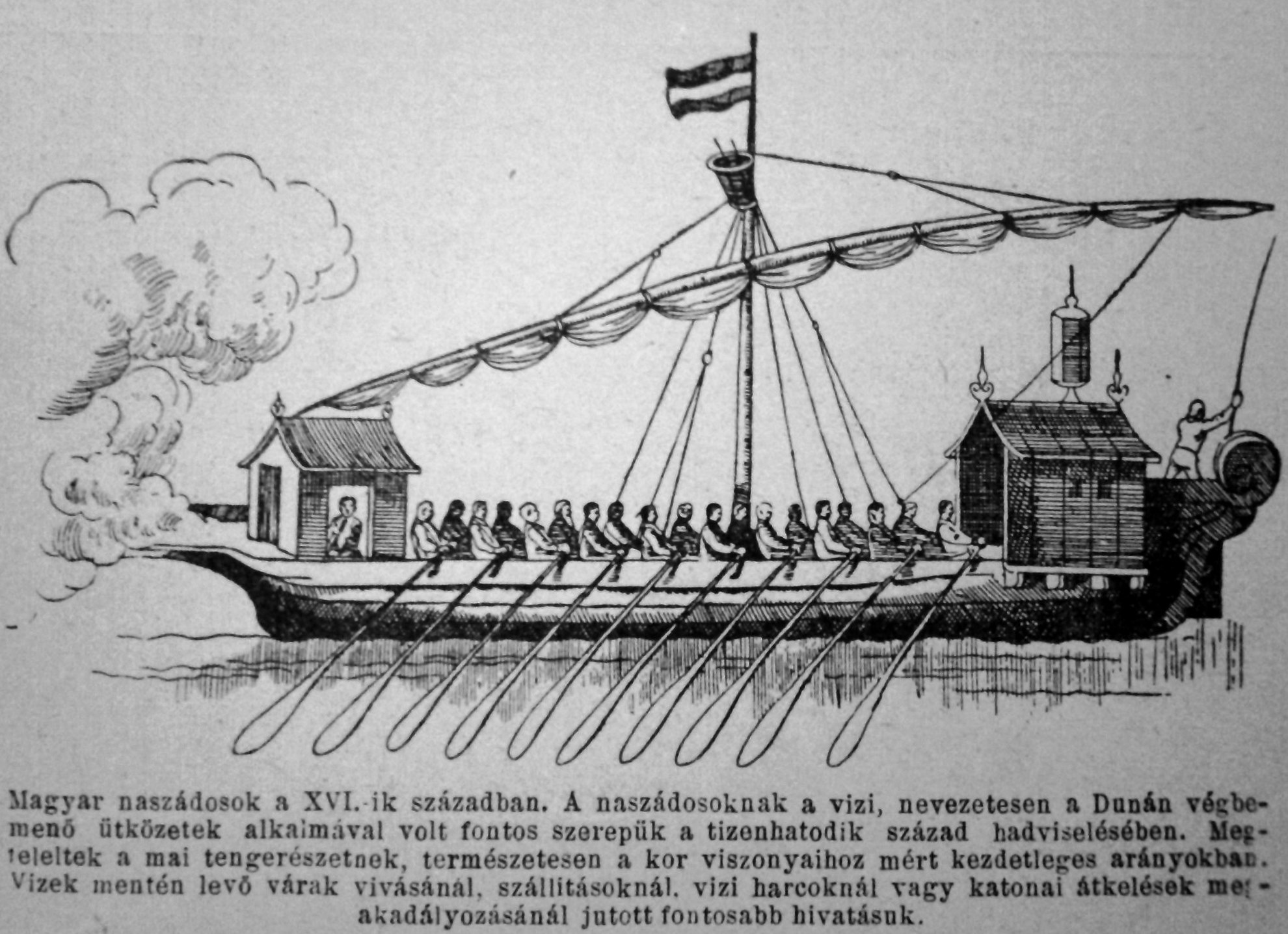
Magyar naszádosok a 16. században

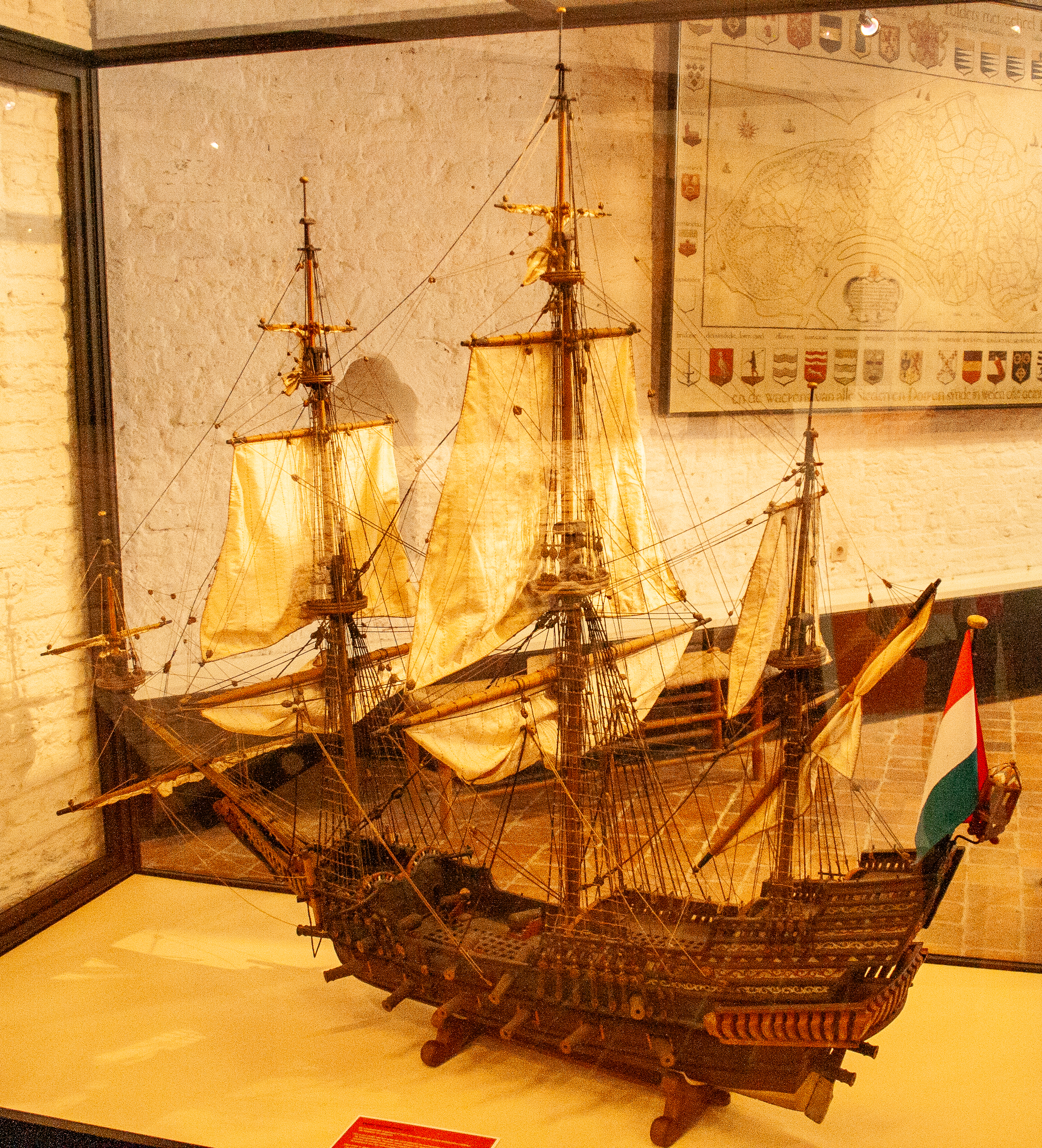
Holland naszádmodell (pinas) 1627-ből. 24 ágyú, 100-150 matróz

A naszád igen népes és sokféle hajókategória. Meghatározása a különböző nyelvekben gyakran erősen eltér egymástól, de leginkább az angol pinnace elnevezésű hajótípusnak feleltethető meg, főleg a vitorlás hajók korában. A nyílt tengeri harcokban már a vitorlás korszakban is jelen voltak a kisebb méretű hajók, melyek gyorsaságukkal és könnyű tüzérségükkel segítik a nagyobb hajókat és bosszantják az ellenséget, ill. nagy előnyük az olcsó előállíthatóság. 
A naszádok a páncélos hajók korszakában is megjelentek. A torpedó megjelenésével egy igen hatékony és olcsó, de veszélyes fegyvert kaptak. Léteztek melyek méretükhöz képest jelentős tűzerővel rendelkeznek már a csöves tüzérség korszakában is. Mára a rakétafegyverzet igen kiszélesíti a naszádok lehetőségeit. Az új meghajtás és technológia további előnyökhöz juttatták ezeket a kis hajókat. Legtöbbször a korlátozott hatótávolságuk miatt a partközeli vizeket ellenőrzik. A torpedónaszádok angol megnevezése viszont már torpedo boat, a még modernebb rakétahordozó naszádoké pedig fast attack craft.

## Fajtái

### Torpedóvető naszádok, torpedós gyorsnaszádok
100-550 t vízkiszorítású, gyors 30-40 csomós sebességű hadihajók. Az 1880-as években megjelent torpedónaszádok még lassúak voltak és 1-2-3 torpedóval felszerelve, a második világháborúban már dízelmotor meghajtásúak és igen veszélyesek a nagyobb hajókra. Mára ez csak fokozódott, könnyűszerkezetűek, leginkább a parti vizeket ellenőrzik, ill. a szigetek közötti területet, nyílt tengeri használatuk erősen korlátozott. Fegyverzetük 2-6 db torpedóvető, 1-2 db gépágyú és géppuskák.

### Ágyúnaszádok
Lassú, kisméretű hadihajó, melynek a fegyverzetéhez néhány könnyű- vagy mozsárágyú tartozott. Általában a sekély parti vizekben használták. A két világháború idején több 100-150 mm-es lövegeket helyeztek el rajtuk, vízkiszorításuk 100-2 000 t között mozgott. Esetenként könnyű páncélzattal is ellátták (páncélos ágyúnaszádok). A 19. és 20. századfordulón torpedófegyverzetet is kaptak és a torpedónaszádok közé sorolódtak.

### Rakétás gyorsnaszád, rakétanaszád
A modern rakétás korszak új hajókategóriája. Irányított felszín-felszín osztályú rakétákkal (2-4-6-8 db) felszerelt hajók, esetenként a hajók méretétől függően torpedóvetőkkel, gépágyúkkal, 
géppuskákkal szerelik fel. Újabban könnyű légvédelmi rakéták is megjelentek az arzenálban.

### Őrnaszád, őrhajó
Általában tengeri őrszolgálatot vagy megfigyelőszolgálatot, ezen belül partőrzési és kikötőőrzési feladatokat ellátó könnyűfegyverzetű kis hadihajó. Könnyű páncélzattal és fegyverzettel, vagy páncélzat nélküli gyorsjáratú hajók. Folyami szolgálatra is használhatóak. Az amerikai Parti Őrség használ őrhajókat, jelzésük WPB.

### Hordszárnyas őrnaszád
A leggyorsabb könnyű hadihajók. Gázturbinás meghajtással elérik az 50 csomós sebességet is. Vízkiszorításuk 40-120 t, fegyverzetük 1-2 gépágyú és rakétaindító, vagy tengeralattjárók elleni fegyverzet. A hajók hordszárnyaikkal 1-2 m-es hullámzásban is jól haladhatnak, de nagy fajlagos fogyasztásuk miatt csak kis hatótávolságúak, elsősorban partközeli tevékenységre alkalmasak.

### Légpárnás őrnaszád
Sebességük szintén jelentős: 60-70 csomó, de igen drága az üzemeltetésük, hangosak és így könnyen felderíthetőek, nehéz páncélozni őket, és csak könnyű fegyverzettel lehet felszerelni. Légcsavaros gázturbinával működtetik a hajókat. Csak kevés államban használják, és kevésbé terjedt el a nagy tüzelőanyag fogyasztása miatt.